# Ammannia robusta
Ammannia robusta är en fackelblomsväxtart som beskrevs av Oswald Heer och Eduard August von Regel. Ammannia robusta ingår i släktet Ammannia och familjen fackelblomsväxter. Inga underarter finns listade i Catalogue of Life.